# Roger Ier (abbé)
Pour les articles homonymes, voir Roger Ier.
 (septembre 2022).
Roger Ier, né au XIe siècle et mort le 18 octobre 1112, est un bénédictin normand, dixième abbé du Mont Saint-Michel de 1085 à 1106.
À la mort du prédécesseur de Roger, Raoul de Beaumont, le duc Guillaume, dont le cœur avait été vivement touché de la perte de cet abbé, dont le caractère et les talents avaient conquis son affection et son estime, désirant voir briller à la tête de cette abbaye un prélat sur lequel il pût faire reposer les mêmes sentiments, il y plaça son propre chapelain, Roger Ier, religieux profès de Saint-Étienne-de-Caen.
Le respect qu’imposaient les actes de ce monarque puissant comprima, d’abord du moins, l’animosité qu’excita dans l’esprit des moines cette violation du privilège électoral dont Richard Ier de Normandie avait revêtu leur chapitre. L’administration du nouvel abbé eut également pour effet d’adoucir et d’effacer ces ressentiments.
Guillaume ayant été arrêté par la mort dans les succès gui venaient de faire tomber Mantes, Robert recueillit dans son héritage le duché de Normandie, et confirma, l’année même où il ceignit l’épée ducale, les chartes par lesquelles ses ancêtres avaient enrichi l’abbaye du Mont Saint-Michel, et témoigna sa propre sollicitude pour les religieux de ce monastère en leur abandonnant ses droits sur le marché d’Ardevon, et en leur donnant dans la ville de Caen un bel et spacieux emplacement pour y construire un hôtel.
Guillaume, fils d’Ischisald, seigneur du pays, que ce cloître reçut à cette époque au nombre de ses religieux, lui apporta de nouveaux biens. La mère de ce jeune moine détacha en effet de don patrimoine l’église de la chapelle Hamelin, douze acres de terre dans le village do la Chapelle, et d’autres propriétés dont, par une charte expresse, elle forma sa dot.
Le cours de cette prélature pacifique et prospère fut interrompu par les guerres. Henri, qui n’avait obtenu que des sommes d’argent dans une succession où ses deux frères avaient trouvé des couronnes, était cependant parvenu à se créer un domaine en achetant de son frère ainé la partie occidentale de la Basse-Normandie : Cherbourg, Coutances, Gavray, Avranches, Saint-James, Pontorson et le Mont Saint-Michel étaient les points principaux de ses états, dont la prospérité et la puissance se développèrent chaque jour sous la sagesse d’une administration paternelle.
Les secours que Henri Beauclerc put, dans cette position, porter à son frère Robert Courteheuse, dont il raffermit la couronne, ne lui obtinrent pas la reconnaissance de ce prince désordonné. Il vit bientôt les forces normandes, réunies à une armée anglaise, marcher contre lui, sous les ordres de ses frères, pour le dépouiller de ce territoire qu’il avait acheté de l’un d’eux. Incapable de résister à cet orage, Henri, dont les places ouvraient leurs portes à l’ennemi dès son approche, allait se réfugier en Bretagne, lorsque, par le conseil de Hugues, comte de Chester et vicomte d’Avranches, il se jeta dans le Mont Saint-Michel avec les troupes qu’il put rassembler. Ce lieu, déjà fortifié, était le seul point dont l’escarpement, protégé par le flux et par une grève mouvante, put lui offrir l’espoir de lutter contre la supériorité numérique de ses ennemis. Roger, qu’il avait connu à la cour de son père, l’y accueillit avec égard.
Guillaume le Roux et Robert parurent bientôt devant cette place : les troupes normandes prirent position sur la côte de Genêts et les forces anglaises s’établirent à Avranches, d’où elles portèrent leurs postes avancés jusque vers la frontière bretonne, et la grève devint chaque jour l’arène d’escarmouches sanglantes où Guillaume faillit, un jour, perdre la vie. Ces combats inutiles devinrent un siège prolongé, dont le roi Guillaume, ennuyé des longueurs de ce siège et impatient de regagner ses états, ouvrit avec Henri des relations qui réunirent les trois frères dans des sentiments de concorde.
Henri se retira, avec quelques amis fidèles, en Bretagne d’abord, puis à la cour du roi de France, où Robert devait lui remettre les sommes qu’il en avait reçues pour prix de la partie occidentale de la province. Le monastère, ayant alors recouvré le calme qu’en avait chassé le bruit des armes, entreprit de relever une partie de la nef, écroulée quelques années auparavant ; mais les défauts de construction, dont l’impéritie des ouvriers affecta ce travail, ne lui assurèrent qu’un bien court avenir : il s’écroula de nouveau huit ans après.
Vers cette époque, Robert, dont la valeur avait illustré les armes sous les murs de Nicée, d’Antioche et de Jérusalem, vint au Mont Saint-Michel avec Sybille de Conversano, à laquelle il s’était nouvellement uni, remercier l’archange saint Michel de la protection dont il l’avait couvert dans ses guerres lointaines.
L’abbaye du Mont Saint-Michel avait déjà cessé de goûter la sérénité et la paix qu’elle avait connues d’abord sous le bâton pastoral de Roger Ier. L’irrégularité de sa promotion avait, à la fin, produit des fruits d’animosité dans le cœur des moines, et de défiance dans l’esprit du prélat. Au règne de la concorde et de l’affection succéda rapidement, dans ce cloître, le régime de la violence et de la terreur. Usant de l’autorité qu’une longue amitié lui donnait sur l’esprit du duc Guillaume, il fit saisir plusieurs de ses religieux par les officiers de ce prince, et en relégua d’autres dans divers moutiers de la Normandie.
Ces mesures extrêmes portèrent à son comble l’exaspération contre lui ; plusieurs des moines qui avaient échappé à ses rigueurs coururent porter les plaintes et les prières de leur monastère aux pieds du duc, alors dans la ville de Caen. Ils lui peignirent si énergiquement le deuil et l’indignation du couvent, qu’il cita l’abbé à comparaître devant lui, mais celui-ci préféra déposer le bâton pastoral que d’essayer la justification de sa conduite.
Le roi-duc accepta sa démission, et, voulant le consoler de cette résolution rigoureuse par un témoignage d’estime, il l’investit de la prélature de l’abbaye anglaise de Coonebreuse où il mourut la même année.

## Sources
- Fulgence Girard, Histoire géologique, archéologique et pittoresque du Mont Saint-Michel au péril de la mer, E. Tostain, 1843 (OCLC 1194216491, lire en ligne), p. 105-112.
- Véronique Gazeau (préf. David Bates et Michel Parisse), Normannia monastica (Xe – XIIe siècle) : II-Prosopographie des abbés bénédictins, Caen, Publications du CRAHM, 2007, 403 p. (ISBN 978-2-902685-44-8, lire en ligne).